# Старий Коїмбрський собор

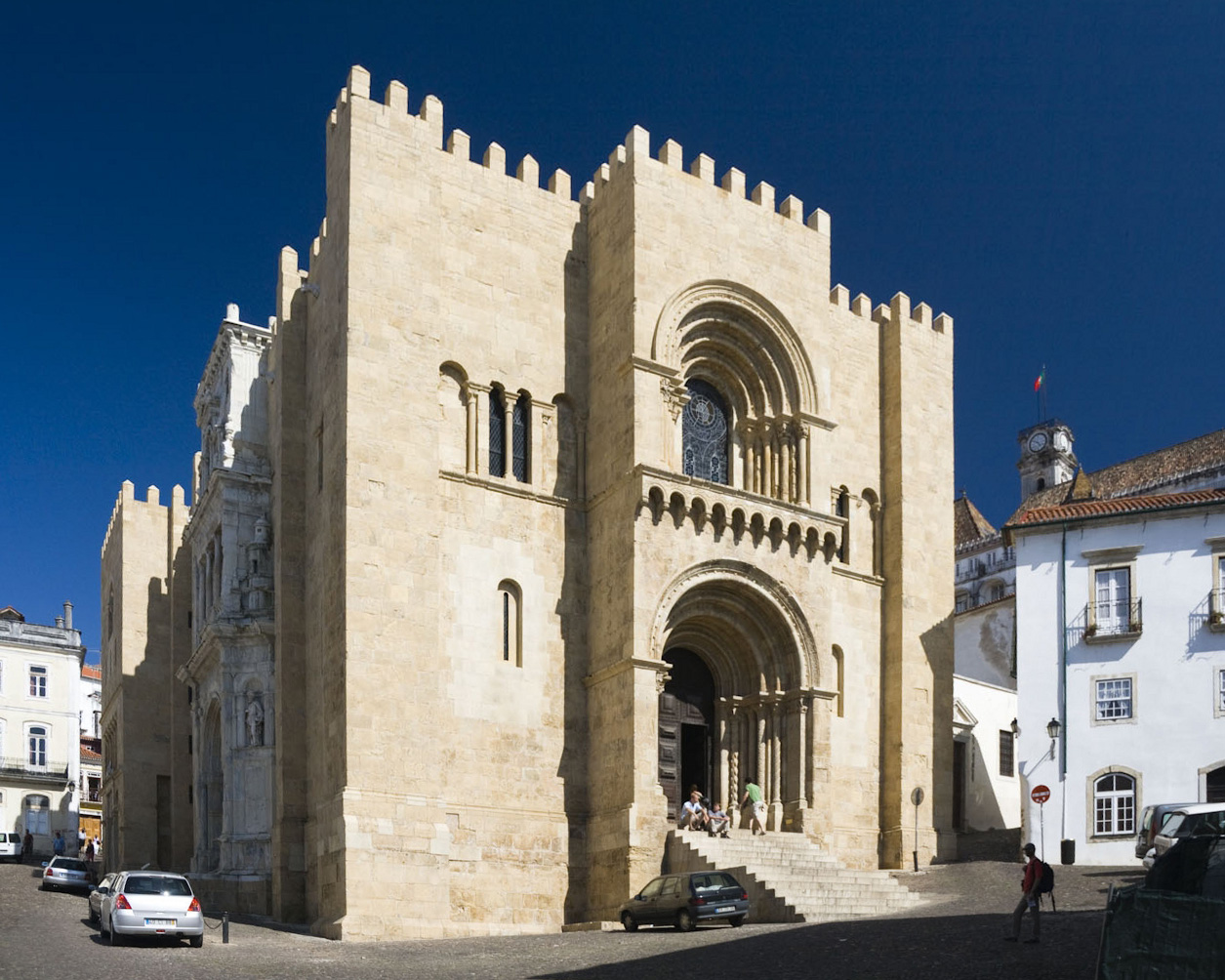
Старий Коїмбрський собор.

Стари́й Кої́мбрський собо́р (порт. Sé Velha de Coimbra), або Собо́р Внебовзя́ття Ді́ви Марі́ї — католицький катедральний собор у Португалії, в місті Коїмбра, парафії Алмедіна. Пам'ятка романського стилю XII—XIII століття. Колишня власність Коїмбрської діоцезії. Стара катедра єпископів Коїмбрських до 1772 року. 

## Історія
Названий на честь Внебовзяття Діви Марії. За переказом спорудження собору почалося 1139 року, невдовзі після перемоги першого португальського короля Афонсу І в битві при Оріке. Роботи велися під наглядом місцевого єпископа Мігела Саломана. 1185 року у соборі відбулася коронація другого португальського короля Саншу І. Основні будівлі собору були завершені у першій половині ХІІІ століття, за правління короля Афонсу II. У XVI столітті відбулася часткова реставрація та перебудова споруди — каплиці, стіни та колони прикрасили плиткою; розбудували північний фасад і переробили апсиду південної каплиці. Частини екстер'єру та інтер'єр собору набули готичних та ренесансних форм. 
У 1718 році в майбутньому видатний португальський композитор Карлуш де Сейшаш змінив свого батька на посаді органіста собору. 
1772 року після вигнання єзуїтів із Португалії катедру Коїмбрської діоцезії перенесли до Маннеристської церкви єзуїтів, що відтоді отримала назву Нового Коїмбрського собору. Після революції 1910 року собор націоналізували; він отримав статус Національного пам'ятника Португалії.

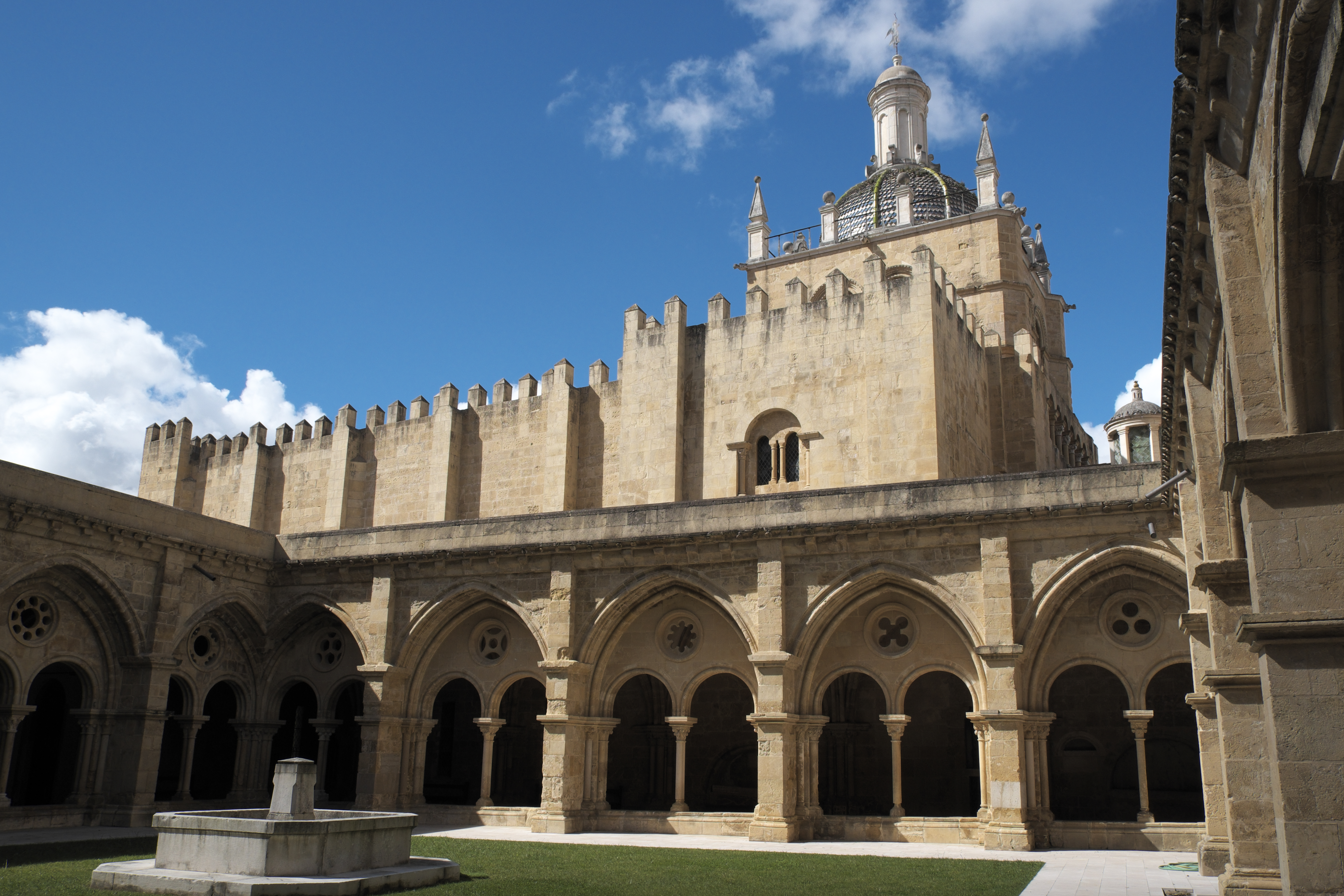
Клаустр
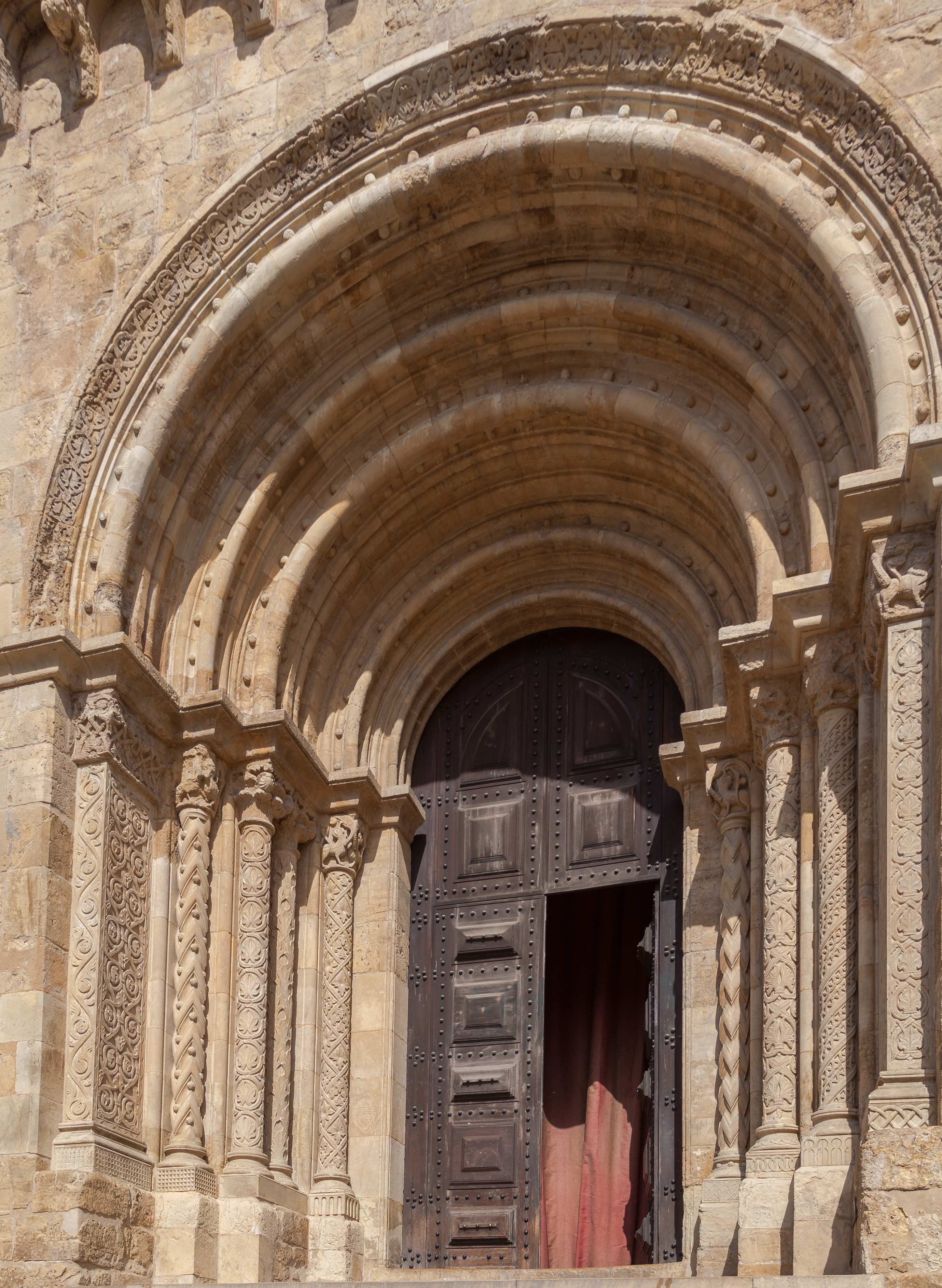
Портал
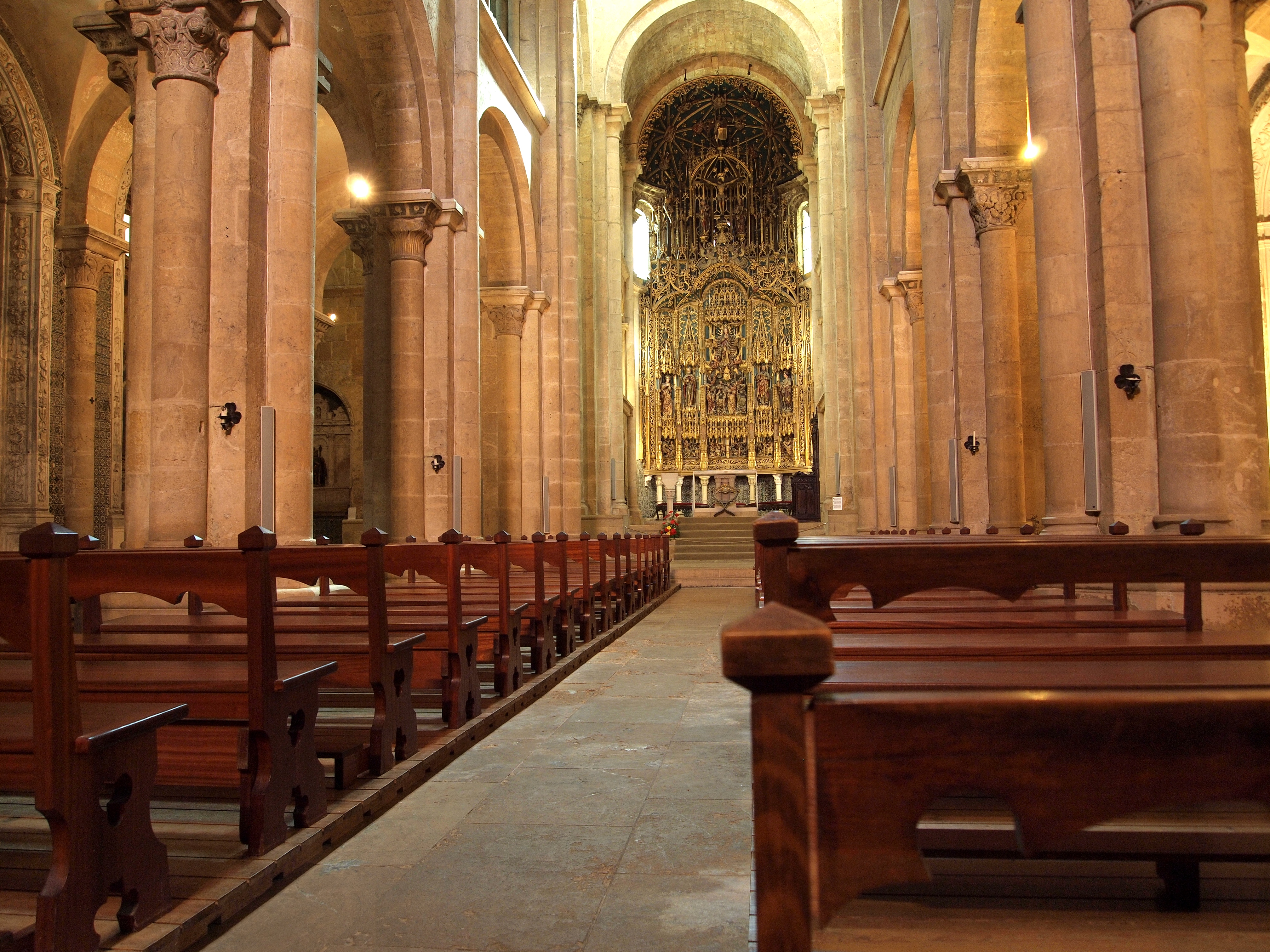
Інтер'єр
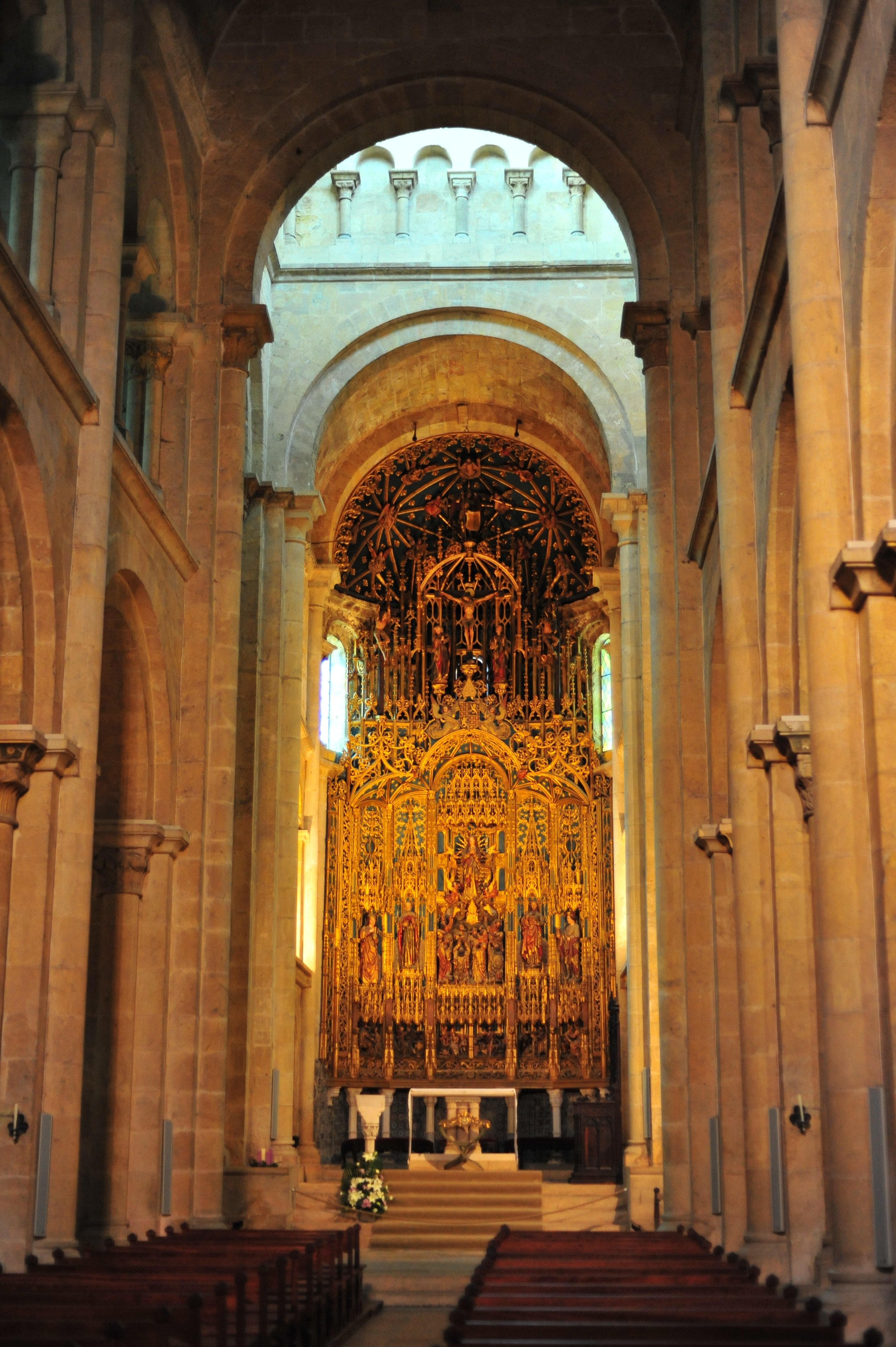
Вівтар
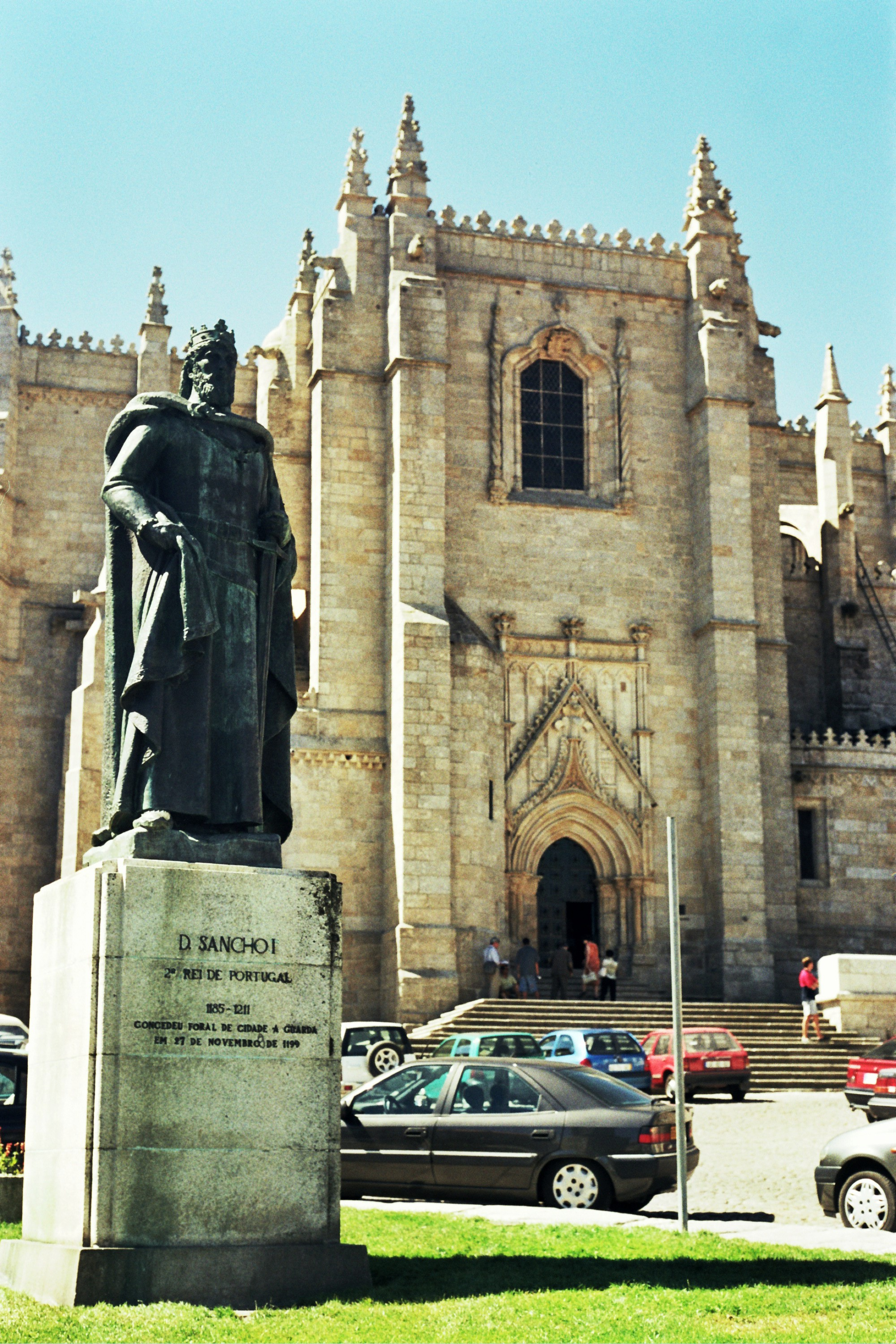
Пам'ятник Саншу І